# Данієль Казанова
Данієль Казанова (уроджена Вінсентелла Періні; (9 січня 1909 , Аяччо  — 9 травня 1943 , концтабір Біркенау )) — французька комуністична активістка та учасниця французького Опору під час Другої світової війни. Стоматолог за професією, була високопоставленою фігурою в русі комуністичної молоді та заснувала в 1936 році жіночу організацію Union des Jeunes Filles de France (UJFF, Союз молодих француженок). Казанову заарештували 15 лютого 1942 року, коли вона морозним днем принесла вугілля до будинку Жоржа Політцера та його дружини. Брала участь в організації акцій проти німецьких окупантів. Спершу її ув'язнили в паризькій в'язниці Ла-Санте, потім її перевели до форту Роменвіль за організацію заворушень з іншими ув'язненими. Казанову 24 січня 1943 року депортували до Освенцима, де вона почала працювати стоматологом у табірному лазареті, але невдовзі після цього померла від епідемії тифу. Посмертно нагороджена орденом Почесного легіону.

## Життєпис
Вінсентелла Періні народилася 9 січня 1909 року в Аяччо на Корсиці. Її батьки Олів'є та Марі Гіацинта (уроджена Версіні) були шкільними вчителями, у дитинстві Данієль кликали на прізвисько Лелла, у неї було три сестри та брат Андре. Після закінчення середньої школи в листопаді 1927 року переїхала до Парижа, щоб здобути фах стоматолога.
У Парижі вона захопилася політикою і приєдналася до Union Fédérale des Étudiants (Федеральний союз студентів), де познайомилася зі своїм майбутнім чоловіком Лораном Казановою, також корсиканцем. У 1928 році приєдналася до організації Комуністична молодь Франції.  Вона почала називати себе «Данієль» і швидко стала секретарем групи медичного факультету. Ще навчаючись, приєдналася до Центрального комітету руху на сьомому з'їзді в червні 1932 року і очолила його в лютому 1934 року, де була єдиною жінкою. Зіткнувшись зі стрімким зростанням активності комуністичної молоді, Восьмий конгрес у Марселі 1936 року доручив їй заснувати Федеральний союз студентів. Ця організація, хоч і була близькою до комуністичної молоді, ставила своїм одним із головних завдань створення пацифістського, антифашистського руху. Данієль обрали генеральним секретарем Федерального союзу студентів. На своєму Першому конгресі в грудні 1936 року вона організувала збір молока для іспанських дітей, які стали жертвами Громадянської війни та недоїдали. Вона також допомогла зібрати та відправити допомогу іспанським республіканським військам.
У жовтні 1938 року Данієль очолила французьку делегацію до Сполучених Штатів Америки на Всесвітньому конгресі молоді за мир, що проходив у коледжі Вассар. Після того, як французька комуністична молодь була заборонена у вересні 1939 року, Данієль Казанова переховувалася. Вона заснувала газету Trait d'union (Дефіс). З жовтня 1940 року, після падіння Франції, вона допомагала створювати жіночі комітети в Паризькому регіоні, але все ще писала для підпільної преси, особливо для Pensée Libre (Вільна думка). Данієль Казанова також заснувала часопис Voix des Femmes («Жіночий голос»). Вона також організовувала демонстрації проти окупаційних військ, зокрема події 8 і 11 листопада 1940 року, спричинені арештом професора Поля Ланжевена, а також демонстрацію 14 липня 1941 року. 2 серпня 1941 року Казанова зустрілася з Альбертом Узуліасом на Монпарнасі і призначила його керівником молодіжних батальйонів Bataillons de la Jeunesse - бойових груп, які створювалися Jeunesses Communistes (Комуністична молодь).
11 лютого 1942 року французька поліція заарештувала Данієль Казанову, коли вона входила до схованки єврейської пари Жоржа Політцера та його дружини Маї на 170-біс, вулиця де Гренель у сьомому окрузі. Французька поліція Спеціальної антикомуністичної бригади (BS) стежила за Данієль Казановою з 23 січня після того, як помітила, що вона несе велику валізу до тієї самої будівлі (в ній було вугілля для Політцерів). Усіх їх доставили до штабу спецбригади, де допитували до 23 березня. Данієль встигла написати та відправити листа матері.
Наприкінці березня її перевели до німецького відділення в'язниці Ла-Сант. 24 серпня 1942 року її перевезли до транзитного табору Форт-де-Роменвіль і передали німецькій владі.
24 січня 1943 року її перевезли до Аушвіца у вагоні потяга, яким перевозили худобу, куди вона прибула через три дні, 27 січня. Її призначили до табірного лазарета Рев'єра для роботи стоматологом я статусі Капо. Данієль допомагала іншим жінкам з Convoi des 31000, яких привезли до Аушвіца,  залучивши Мей Політцер як лікаря та інших жінок, включаючи Мадлен Пассо, як медсестер. Навіть у в'язниці та концтаборі Казанова не припиняла агітації, організовуючи таємні публікації та заходи. Померла від тифу 9 травня 1943 року

## Спадщина
Згідно з біографією, яку Симона Тері написала про неї в 1949 році (Du Soleil Plein le Coeur), коли звістка про її смерть дійшла до її дому на Корсиці, «церковні дзвони пролунали в кожному селі». Пізніше її прах був поміщений у сімейну могилу у Вістале, селі поблизу П'яни, де засновано меморіал на її честь. 
Героїня французького Опору, на її честь названі вулиці, школи та коледжі по всій Франції, зокрема, вулиця Данієль Казанови в Парижі  Великий пором SCNM, що курсує між Марселем та Корсикою має назву MS Danielle Casanova. Вона була зображена на пам'ятній французькій поштовій марці 1983 року .